# 뱀파이어 신드롬
《뱀파이어 신드롬》은 매주 화요일 이충호가 카카오웹툰(구다음 웹툰)에서 연재하는 웹툰으로, 위지윅스튜디오에서 영상화 예정이다.